# Deutscher Fernsehpreis 2006
Die achte Verleihung des Deutschen Fernsehpreises fand am 20. Oktober 2006 im Kölner Coloneum statt.  Übertragen wurde die Aufzeichnung im Ersten.
Moderiert wurde die Verleihung von Jörg Pilawa.
Das Organisationsbüro des Deutschen Fernsehpreises hat 2007 den Preis der beleidigten Zuschauer für den „Kauf“ von „Fans“ für diese Veranstaltung erhalten.

## Preisträger
| Preis                                                    | Preisträger / Film / Serie | Nominierungen |
| Beste Ausstattung (Bühnenbild/Studiodesign)              | Florian Wieder unter anderem für Sabine Christiansen (ARD), Deutschland sucht den Superstar (RTL), Let's Dance (RTL)                              | Jürgen Haßler unter anderem für ARD Sportschau live Fußball WM 2006 – Auslosung der Endgruppenrunden (ARD), Die Hit-Giganten (Sat.1), Die FIFA-WM-Ticket-Show (ZDF) Jürgen Schmidt-André unter anderem für Typisch Frau, Typisch Mann (RTL), 2005! Menschen Bilder Emotionen (RTL), Die 5 Millionen Euro SKL-Show (RTL) |
| Beste Ausstattung (Fernsehfilm)                          | Christian Kettler (Szenenbild) und Verena Sapper (Kostümbild) für Unter Verdacht: Willkommen im Club (ZDF/ARTE)                                   | Petra Heim (Szenenbild) und Heidi Melinc (Kostümbild) für Margarete Steiff (ARD/ARTE) Thomas Stammer (Szenenbild) und Lucia Faust (Kostümbild) für Dresden (ZDF) |
| Bestes Buch Fernsehfilm                                  | Christian Jeltsch für Bella Block: Das Glück der Anderen (ZDF)                                                                                    | Rolf Basedow für Polizeiruf 110: Er sollte tot (ARD) Daniel Speck für Meine verrückte türkische Hochzeit (ProSieben) |
| Beste Comedy                                             | Kurt Krömer für Bei Krömers (RBB) | Urban Priol für alles muss raus (3sat) Mario Barth für Mario Barth Live! Männer sind Schweine – Frauen aber auch! (RTL) |
| Beste Dokumentation                                      | Die Nacht der großen Flut (ARD/ARTE/NDR) | Expedition ins Gehirn (ARD/ARTE) Weltmarktführer (ZDF) |
| Bester Fernsehfilm/Mehrteiler                            | Dresden (ZDF) | Die Luftbrücke (Sat.1) Der Mann im Strom (ARD) Meine verrückte türkische Hochzeit (ProSieben) Die Nachrichten (ZDF) |
| Beste Informationssendung                                | ZDF spezial: Krieg ohne Ende (ZDF) | Frontal 21 (ZDF) Monitor (ARD) |
| Beste Moderation Information                             | Anne Will für die Tagesthemen (ARD) | Susanne Kronzucker für RTL Nachtjournal (RTL) Kay-Sölve Richter für heute im ZDF-Morgenmagazin (ZDF) |
| Beste Kamera                                             | Judith Kaufmann für Bella Block: Die Frau des Teppichlegers (ZDF)                                                                                 | Holly Fink für Dresden (ZDF) Bernhard Jasper für Meine verrückte türkische Hochzeit (ProSieben) |
| Beste Musik                                              | Fabian Römer für Tatort: Schneetreiben (ARD) | Hans-Jürgen Buchner für Margarete Steiff (ARD) Dominic Roth für Störtebeker (ARD) |
| Beste Regie Fernsehfilm/Mehrteiler                       | Matti Geschonneck für Die Nachrichten (ZDF) und Silberhochzeit (ARD/BR/ARTE)                                                                      | Roland Suso Richter für Dresden (ZDF) Kai Wessel für Bella Block: Die Frau des Teppichlegers (ZDF) |
| Beste Reportage                                          | Hubert Seipel für Und du bist raus (ARD/WDR) | „Ich bin Al Kaida“ – Das Leben des Zacarias Moussaoui (NDR) S.O.S. Schule – Hilferufe aus dem Klassenzimmer (ZDF) |
| Beste Schauspielerin Fernsehfilm                         | Dagmar Manzel für Als der Fremde kam (ARD/WDR) und Die Nachrichten (ZDF)                                                                          | Iris Berben für Silberhochzeit (ARD) Christiane Hörbiger für Mathilde liebt (ARD) |
| Beste Schauspielerin Nebenrolle                          | Gisela Schneeberger für Leo (ARD/BR) und Silberhochzeit (ARD/BR/ARTE)                                                                             | Anja Antonowicz für Bella Block: Die Frau des Teppichlegers (ZDF) Gudrun Ritter für Bella Block: Das Glück der Anderen (ZDF) |
| Bester Schauspieler Fernsehfilm                          | Jan Fedder für Der Mann im Strom (ARD/NDR) | Herbert Knaup für Der Mörder meines Vaters (ZDF) Harald Schrott für Allein gegen die Angst (ZDF) |
| Bester Schauspieler Nebenrolle                           | Ulrich Noethen für Die Luftbrücke – Nur der Himmel war frei (Sat.1)                                                                               | Henry Hübchen für Die Nachrichten (ZDF) Jan-Gregor Kremp für Allein gegen die Angst (ZDF) |
| Bester Schnitt                                           | Georg Söring für Meine verrückte türkische Hochzeit (ProSieben)                                                                                   | Raimund Barthelmes und Cosima Schnell für Was für ein schöner Tag (ZDF) Tina Freitag für Bella Block: Die Frau des Teppichlegers (ZDF) |
| Beste Serie/Beste Schauspieler Serie                     | Türkisch für Anfänger (ARD/BR/NDR) mit Josefine Preuß, Anna Stieblich, Adnan Maral, Elyas M’Barek, Pegah Ferydoni, Emil Reinke und Axel Schreiber | Die Familienanwältin (RTL) Freunde für immer – Das Leben ist rund (Sat.1) |
| Beste Sitcom                                             | Pastewka (Sat.1) | Alle lieben Jimmy mit Eralp Uzun (RTL) Stromberg mit Christoph Maria Herbst (ProSieben) |
| Beste Sportsendung                                       | Fußball-WM 2006 im ZDF mit Jürgen Klopp, Urs Meier und Johannes B. Kerner                                                                         | Fußball-WM 2006 im Ersten mit Gerhard Delling und Günter Netzer Fußball-WM 2006 bei RTL mit Günther Jauch und Rudi Völler Fußball-WM 2006 bei Premiere mit Marcel Reif und Stefan Effenberg |
| Beste Unterhaltungssendung/Beste Moderation Unterhaltung | Wer wird Millionär?: Prominenten Special WM 2006 mit Günther Jauch und Hape Kerkeling (RTL)                                                       | Let’s Dance mit Hape Kerkeling und Nazan Eckes (RTL) Scheibenwischer – Die GALA: Jahresrückblick 2005 mit Bruno Jonas, Mathias Richling und Georg Schramm (ARD) |
| Förderpreis                                              | Rosalie Thomass für Polizeiruf 110: Er sollte tot (ARD) und Tamara Milosevic für Zur falschen Zeit am falschen Ort (SWR)                          | |
| Ehrenpreis der Stifter                                   | Friedrich Nowottny | |